# Cretonia platyphaeella
Cretonia platyphaeella là một loài bướm đêm trong họ Noctuidae.